# Макларен, Ангус (актёр)
А́нгус Макла́рен (англ. Angus McLaren, 3 ноября 1988, Вонтагги, Виктория, Австралия) — австралийский актёр, наиболее известный ролью Льюиса МакКартни в сериале «H2O: Просто добавь воды».

## Биография
Родился 3 ноября 1988 года в Вонтагги, штат Виктория. Вырос на молочной ферме около Леонгата, западной окраины Мельбурна.
Его родители Питер и Кирена шотландского происхождения. Ангус не единственный ребёнок в семье, у него есть двое старших братьев Эйдан и Ретт которые увлекаются музыкой. Ежегодно на ферме они проводят музыкальные фестивали «The Hills Are Alive!» и «NYE on The Hill».

## Карьера
После участия в любительских постановках Лирического театра Леонгата и школьного театра, в 12 лет получил роль в сериале «Что-то в воздухе» на канале ABC. Следующие роли включали детские сериалы «Худшие лучшие друзья», «Конный клуб» и «Такой разный Фергус Макфайл», эпизодические роли в «Blue Heelers» и «Comedy Inc.», а также в нескольких эпизодах сериала «Соседи».
Свою первую крупную роль Макларен получил в 2004 году в сериале для детей «Серебряное солнце» канала ABC. А в 2005 году сыграл в малобюджетном австралийском фильме «Двор одиноких королей» режиссёра Роана Майла Хула. Также в этом году он снялся в фильме «Последний оставшийся в живых» студии Блюберри и принимал участие в озвучке рекламных роликов. Но наиболее известная роль Ангуса Макларена — Льюис МакКартни в сериале «H2O: Просто добавь воды» где ему досталась одна из главных ролей. В 2008 году Ангус получил постоянную роль в сериале «В Гости к Рафтерсам».
В свободное от съёмок время Ангус играет на барабанах в группе «Ballet Imperial» которую он сформировал со своим одноклассником Уиллом Шепардом и коллегой по сериалу «H2O: Просто добавь воды»  Джейми Тимони. С 2009 по 2013 год группа называлась «RAPIDS». Также он играл на бас-гитаре в группе «Bogey Lowensteins».
В 2013 и 2014 годах Ангус принял участие в ряде мастер-классов в Нью-Йорке, Лос-Анджелесе, Сиднее и Мельбурне с одними из лучших учителей в мире.
В 2014 году Ангус поступил в Западноавстралийскую Академию Исполнительных Искусств (WAAPA) расположенную в городе Перт (Австралия) стремясь улучшить свою актёрскую карьеру.  За время обучения в академии Ангус появился в восьми театральных постановках (WAAPA). Он играл Маркиза Де Сада в постановке (Марат/Сад),Человека в (Tender Napalm). И в заключительный год обучения, получил положительные отзывы играя главную роль Кориолана в трагедии Шекспира.
В 2016 году Ангус сыграл персонажа Уильяма "Багрового скрипача" Грэма в короткометражном фильме под названием "Quartermaine". Он стал победителем премии WA Screen Academy Awards в номинации "Лучший актёр" в короткометражном фильме Австралийского канала Nine Network.
В 2018 году было объявлено что Макларен присоединился к роли Лэнса Солсбери в Австралийской мыльной опере «Домой и в путь» в тридцать первом сезоне сериала.

## Фильмы и сериалы
- 1985-2010 — Соседи — Джейми Кларк
- 2000-2002 — Что-то в воздухе — Джейсон
- 2001-2002 — Конный клуб — Дарси
- 2002 — Худшие Лучшие друзья — Эдди
- 2002 — Двойное видение — нет в титрах
- 2004 — Такой разный Фергус Макфайл — Боб
- 2004 — Серебряное солнце — Дегенхарт Белль
- 2006 — Отверженные — неизвестная роль
- 2006—2010 — H2O: Просто добавь воды — Льюис МакКартни
- 2008—2013 — В гости к Рафтерсам — Натан Рафтер
- 2012 — Смерть (короткометражка) — Сэм
- 2016 — Quartermaine — Уильям «Багровый скрипач» Грэм
- 2017 — Доктор, доктор — доктор Ток
- 2017 — 600 бутылок вина — Пэт
- 2018 — Домой и в путь — Лэнс Солсбери
- 2018 — Отель Мумбаи: Противостояние — Эдди
- 2018 — Голый романтик — Джейк